# Fable: The Journey
Fable: The Journey est un jeu vidéo de type rail shooter sur rails développé par Lionhead Studios et édité par Microsoft Studios en octobre 2012 sur Xbox 360 comme exclusivité Kinect.
Le jeu est annoncé à l'Electronic Entertainment Expo 2011, avec une première bande-annonce et une démo dévoilées. Il est déclaré lors de l'E3 2011 que le jeu est considéré comme un standalone, distinct de la série principale. Une nouvelle bande-annonce de gameplay est présentée à l'E3 2012, ce qui conduit Fable: The Journey à être nommé pour les Game Critics Awards : Best of E3 2012, dans la catégorie « Best Motion Simulation Game ».
Contrairement aux autres jeux de la série, Fable: The Journey est développé avec l'Unreal Engine 3.

## Accueil
- Jeuxvideo.com : 13/20[1]